# Église Saint-Pierre de Leeuw-Saint-Pierre
L'église Saint-Pierre (Sint-Pieterskerk en néerlandais) est une église de style gothique située sur le territoire de la commune belge de Leeuw-Saint-Pierre (Sint-Pieters-Leeuw), dans le Pajottenland en Brabant flamand.

## Historique

### Classement
L'édifice fait l'objet d'un classement au titre des monuments historiques depuis le 25 mars 1938 sous la référence 40621,.